# Sankt Aegyd am Neuwalde
Sankt Aegyd am Neuwalde è un comune austriaco di 1 954 abitanti nel distretto di Lilienfeld, in Bassa Austria; ha lo status di comune mercato (Marktgemeinde).

## Geografia
Le comuni catastali sono Gscheid, Herrschaftsgründe, Kernhof, Mitterbach, St. Aegyd am Neuwalde, Unrecht Traisen e Weißenbachamt.